# Ferdinand Küchler
Ferdinand Küchler (Gießen, 14 luglio 1867 – Lipsia, 24 ottobre 1937) è stato un violinista e compositore tedesco.
Studiò al Conservatorio di Francoforte, dove dal 1898 al 1910 operò come insegnante di violino e, nello stesso tempo, come violinista in un quartetto d'archi. A partire da quell'anno fu alla testa di una scuola musicale privata a Basilea, in Svizzera, e dal 1927 al 1936 insegnò al Conservatorio di Lipsia. Küchler fu autore di ottimi metodi e testi per violino, considerati tra i migliori della letteratura violinistica  . Per i suoi allievi scrisse anche dei concertini per violino e orchestra.